# Malte Gårdinger
Lars Malte Isidor Myrenberg Gårdinger (* 23. Juli 2000 in Stockholm) ist ein schwedischer Schauspieler.

## Leben und Karriere
Gårdinger wurde am 23. Juli 2000 in Stockholm geboren. Er ist der Sohn der schwedischen Fernsehpersönlichkeit Pontus Gårdinger. Sein Debüt gab er 2014 in dem Film Sune i fjällen. Danach war er 2020 in der Serie Sjukt oklar zu sehen. Seine erste Hauptrolle bekam Gårdinger 2021 in der Netflixserie Young Royals. Im selben Jahr veröffentlichte er unter dem Künstlernamen GIBBON zusammen mit der Künstlerin NONNI die Single Nära vän. Anschließend wurde er 2022 für die Serie Lyckoviken gecastet.

## Filmografie
Filme
- 2014: Sune i fjällen
- 2023: Ett sista race
- 2025: The Ugly Stepsister

Serien
- 2017: Jordskott – Die Rache des Waldes
- 2020: Sjukt oklar
- 2020: Mord im Mittsommer
- 2021–2024: Young Royals
- 2021: Skitsamma
- 2021: Gåsmamman
- 2022: Lyckoviken
- 2023: Fejk
- 2023: Trolltider – legenden om Bergatrollet

## Diskografie

### Singles
- 2021: Nära vän (mit Nonni)